# کنسی اوکیتا
کنسی اوکیتا (انگلیسی: Kensei Ukita؛ زادهٔ ۱۲ ژوئن ۱۹۹۷) بازیکن فوتبال اهل ژاپن است.
از باشگاه‌هایی که در آن بازی کرده‌است می‌توان به باشگاه فوتبال کاشیوا ریسول اشاره کرد.